# Hebreeuws alfabet
Het Hebreeuwse alfabet (ook wel het Alefbet genoemd) is het alfabet dat gebruikt wordt voor het schrijven van het Hebreeuws, zowel het Modern Hebreeuws, een van de officiële talen van Israël, als het Tenachisch Hebreeuws (ook wel het Klassiek Hebreeuws). Ook het Jiddisch (een West-Germaanse taal) en soms ook het Ladino (Joods-Spaans) worden met het Hebreeuwse alfabet geschreven. Het Hebreeuws wordt geschreven van rechts naar links. Het Hebreeuwse woord voor alfabet is אלף-בית, uit te spreken als alef-beet, en bestaat uit de eerste twee letters de alef en de beet. Het Hebreeuwse alfabet stamt af van het Aramese alfabet.

## Hebreeuws

### Medeklinkers
Sommige medeklinkers hebben twee vormen. In de tabel hieronder is de linkervorm de sluitletter, die alleen gebruikt wordt aan het einde van een woord, dus aan de linkerkant van het woord. Deze vorm wordt ook wel sofiet genoemd, bijvoorbeeld kaf sofiet (ך).
Enkele medeklinkers hebben twee klanken: een harde plosief en een zachte fricatief. Als een letter een harde klank heeft, krijgt het vaak een puntje in het midden, een dagesj, die bij een zachte klank altijd ontbreekt. Soms wordt een zachte klank expliciet aangegeven met een streepje boven de letter, een rafee. Zulke letters hebben dus drie vormen: ב is zowel /b/ als /w/, met dagesj wordt het בּ /b/ en met rafee wordt het בֿ /v/.

### Klinkers
Het Hebreeuwse alfabet kende oorspronkelijk geen klinkers. Later werden enkele medeklinkers ook gebruikt om klinkers mee aan te geven. Deze medeklinkers worden mater lectionis ("leesmoeders") genoemd. Tegenwoordig worden onder de letters soms kleine tekens (punten en strepen) neergezet voor de klinkers. Deze tekens heten nikud (נִקּוּד) en zijn bij de medeklinker gevoegd waar de klinker direct op volgt.
| sluit- | letter | naam    | klank         | transliteratie | getal |
| ------ | ------ | ------- | ------------- | -------------- | ----- |
|        | א      | Alef    | /glottisslag/ | '              | 1     |
|        | ב      | Bet     | /b/ /v/       | b / v          | 2     |
|        | ג      | Gimel   | /g/           | g              | 3     |
|        | ד      | Dalet   | /d/           | d              | 4     |
|        | ה      | Hee     | /h/           | h              | 5     |
|        | ו      | Waw     | /v/ /w/       | v              | 6     |
|        | ז      | Zajien  | /z/           | z              | 7     |
|        | ח      | Chet    | /x/           | ch             | 8     |
|        | ט      | Tet     | /t/           | t              | 9     |
|        | י      | Jod     | /j/           | j              | 10    |
| ך      | כ      | Kaf     | /k/ /x/       | k / ch         | 20    |
|        | ל      | Lamed   | /l/           | l              | 30    |
| ם      | מ      | Mem     | /m/           | m              | 40    |
| ן      | נ      | Noen    | /n/           | n              | 50    |
|        | ס      | Samech  | /s/           | s              | 60    |
|        | ע      | Ajien   | /keelklank/   | '              | 70    |
| ף      | פ      | Pee     | /p/ /f/       | p / f          | 80    |
| ץ      | צ      | Tsaddie | /ts/          | ts             | 90    |
|        | ק      | Koef    | /k/           | k              | 100   |
|        | ר      | Reesj   | /r/           | r              | 200   |
|        | ש      | Sjien   | /ʃ/ /s/       | sj / s         | 300   |
|        | ת      | Taw     | /t/           | t              | 400   |

| lang | kort   | zéér kort     | klank         | transliteratie |
| --- | ------ | ------------- | ------------- | -------------- |
| ָ | ַ       | ֲ              | /a:/ /a/ /a'/ | a / aa         |
| ֵ | ֶ       | ֱ              | /e:/ /e/ /e'/ | e / ee         |
| וֹ | ָ       | ֳ              | /o:/ /o/ /o'/ | o / oo         |
| וּ | ֻ       |               | /u:/ /u/      | u / oe         |
| יִ | ִ       |               | /i:/ /i/      | i / ie         |
| Door toevoeging van twee puntjes verticaal (sjwa) wordt de klinker zeer kort (chataf) gemaakt. De korte o en lange a hebben dezelfde nikud. Elke nikud heeft een naam: |        |               |               |                |
| nikoed | nikoed | naam          | naam          | naam           |
| ְ | ְ       | sjwa          | sjwa          | sjwa           |
| ַ | ַ       | patach        | patach        | patach         |
| ֲ | ֲ       | chataf patach | chataf patach | chataf patach  |
| ֶ | ֶ       | segol         | segol         | segol          |
| ֱ | ֱ       | chataf segol  | chataf segol  | chataf segol   |
| ָ | ָ       | kamats        | kamats        | kamats         |
| ֳ | ֳ       | chataf kamats | chataf kamats | chataf kamats  |
| ִ | ִ       | chirik        | chirik        | chirik         |
| יִ | יִ      | chirik jod    | chirik jod    | chirik jod     |
| ֵ | ֵ       | tseree        | tseree        | tseree         |
| ֻ | ֻ       | koeboets      | koeboets      | koeboets       |
| וֹ | וֹ      | cholam        | cholam        | cholam         |
| וּ | וּ      | sjoeroek      | sjoeroek      | sjoeroek       |

| letter | klank   | dagesj | klank | rafee | klank |
| ------ | ------- | ------ | ----- | ----- | ----- |
| ב      | /b/ /v/ | בּ      | /b/   | בֿ     | /v/   |
| כ      | /k/ /x/ | כּ      | /k/   | כֿ     | /x/   |
| פ      | /p/ /f/ | פּ      | /p/   | פֿ     | /f/   |
| letter | klank   | sjin   | klank | sin   | klank |
| ש      | /ʃ/ /s/ | שׁ      | /ʃ/   | שׂ     | /s/   |

| letter | naam | klinker            |
| ------ | ---- | ------------------ |
| א      | Alef | lang, meestal /a:/ |
| ה      | Hee  | /a:/ /e:/ /e/      |
| ו      | Vaw  | /u/ /o:/           |
| י      | Jod  | /e:/ /e/ /i/       |

## Jiddisch
Het Jiddisch gebruikt het Hebreeuwse alfabet in vereenvoudigde vorm: het heeft vrijwel geen diakritische tekens meer (zoals nikud, dagesj en rafee) en gebruikt slechts 22 medeklinkers. De Jiddische letternamen zijn soms net iets anders dan de Hebreeuwse.

### Medeklinkers
Het Jiddisch heeft de Hebreeuwse medeklinkers vereenvoudigd. Het Hebreeuwse alfabet biedt meerdere letters voor één klank. De /s/ bijvoorbeeld, kan met vier verschillende letters geschreven worden (ש / שׂ / ס / ת). Vroeger stonden verschillende letters voor net iets andere klanken, maar die onderlinge klankverschillen zijn inmiddels weggevallen. Minder klanken zijn overgebleven. Het Jiddisch koos voor elke klank één letter en maakte daarmee de overige letters overbodig. Alleen niet-Jiddische woorden van Semitische origine worden soms nog met de originele letters geschreven. Jiddische sprekers kunnen deze Hebreeuwse letters probleemloos lezen.
| Jiddisch | Jiddisch                     | Jiddisch                     | Jiddisch                     | Hebreeuws                     | Hebreeuws                     | Hebreeuws                     | Hebreeuws                     |
| sluit- | letter                       | klank                        | naam                         | naam                          | klank                         | sluit-                        | letter                        |
| | א                            | -                            | Schtoemer alef               | Alef                          | /glottisslag/                 |                               | א                             |
| |                              |                              | Bejs                         | Beet                          | /b/                           |                               | בּ                             |
| | ב                            | /b/                          | Beis                         | Beet / Weet                   | /b/ /w/                       |                               | ב                             |
| |                              |                              | Weis                         | Weet                          | /w/                           |                               | בֿ                             |
| | װ                            | /v/                          | Tswei woffen                 |                               |                               |                               |                               |
| | ו                            | /u:/ klinker                 | Wow                          | Waw                           | /w/                           |                               | ו                             |
| | ג                            | /g/                          | Gimmel                       | Gimel                         | /g/                           |                               | ג                             |
| | ד                            | /d/                          | Dalled                       | Dallet                        | /d/                           |                               | ד                             |
| | ה                            | /h/                          | Hei                          | Hee                           | /h/                           |                               | ה                             |
| |                              |                              | Hej                          | Hee                           | /h/                           |                               | הּ                             |
| |                              |                              | Ches                         | Chet                          | /x/                           |                               | ח                             |
| ך | כ                            | /x/                          | Chof / Kof                   | Chaf / Kaf                    | /x/ /k/                       | ך                             | כ                             |
| |                              |                              | Kof                          | Kaf                           | /k/                           |                               | כּ                             |
| | ק                            | /k/                          | Koef                         | Kof                           | /k/                           |                               | ק                             |
| | י                            | /j/                          | Joet                         | Jod/Joed                      | /j/ /i/                       |                               | י                             |
| | ל                            | /l/                          | Lammed                       | Lammed                        | /l/                           |                               | ל                             |
| ם | מ                            | /m/                          | Mem                          | Mem                           | /m/                           | ם                             | מ                             |
| ן | נ                            | /n/                          | Noen                         | Noen                          | /n/                           | ן                             | נ                             |
| | ע                            | /e/                          | Ajen                         | Ajien                         | /keelklank/                   |                               | ע                             |
| פּ | פּ                            | /p/                          | Pei                          | Pee                           | /p/                           | ףּ                             | פּ                             |
| |                              |                              | Pei                          | Pee / Fee                     | /p/ /f/                       | ף                             | פ                             |
| ף | פֿ                            | /f/                          | Fei                          | Fee                           | /f/                           | ף                             | פֿ                             |
| ץ | צ                            | /ts/                         | Tsaddik                      | Tsaddie/Tsaddiek              | /ts/                          | ץ                             | צ                             |
| | ר                            | /r/                          | Reisj                        | Reesj                         | /r/                           |                               | ר                             |
| | ז                            | /z/                          | Zajen                        | Zajien                        | /z/                           |                               | ז                             |
| | זש                           | /ʒ/                          | Zajen sjin                   |                               |                               |                               |                               |
| | ש                            | /ʃ/                          | Sjien / Sien                 | Sjien / Sien                  | /ʃ/ /s/                       |                               | ש                             |
| |                              |                              | Sjien/Sjin                   | Sjien                         | /ʃ/                           |                               | שׁ                             |
| |                              |                              | Sien/Sin                     | Sien                          | /s/                           |                               | שׂ                             |
| | ס                            | /s/                          | Sammech                      | Sammech                       | /s/                           |                               | ס                             |
| |                              | /s/                          | Sof                          | Thaw                          | /t'/                          |                               | ת                             |
| |                              |                              | Tof                          | Taw                           | /t/                           |                               | תּ                             |
| | ט                            | /t/                          | Tes                          | Tet                           | /t/                           |                               | ט                             |
| legenda |                              |                              |                              |                               |                               |                               |                               |
| Jiddisch | Jiddisch                     | Jiddisch                     | Jiddisch                     | Hebreeuws                     | Hebreeuws                     | Hebreeuws                     | Hebreeuws                     |
| niet Jiddisch, zie Hebreeuws | niet Jiddisch, zie Hebreeuws | niet Jiddisch, zie Hebreeuws | niet Jiddisch, zie Hebreeuws | Hebreeuws, maar niet Jiddisch | Hebreeuws, maar niet Jiddisch | Hebreeuws, maar niet Jiddisch | Hebreeuws, maar niet Jiddisch |
| Noot: In deze tabel staan de letters niet helemaal in alfabetische volgorde. Sommige letters zijn verschoven om gelijke klanken naast elkaar te zetten. |                              |                              |                              |                               |                               |                               |                               |

### Klinkers
Het grootste verschil tussen het Jiddische gebruik van het alfabet en het klassieke Hebreeuwse gebruik zit in de klinkers. In het Jiddisch zijn de klinkers zelfstandige letters geworden. Ze zijn afgeleid van de nikud, maar worden niet langer geschreven als de klinkertekentjes onder of boven de medeklinkerletters. De volgende tabel vervangt de Hebreeuwse klinkertabel:
| letter                                                                                  | naam               | klank | YIVO | opmerking |
| --------------------------------------------------------------------------------------- | ------------------ | --- | --- | --- |
| אָ                                                                                       | Kamats alef        | /o:/ | o | afgeleid van de alef met kamats |
| אַ                                                                                       | Pasech alef        | /a:/ | a | afgeleid van de alef met patach |
| ײַ                                                                                       | Pasech tsvej joedn | /a:j/ | aj | afgeleid van patach jod jod ("jaaj") |
| יִ                                                                                       | Chirik joed        | /i:/ | i | mag eenvoudiger geschreven worden als joed י tenzij er een klinker naast staat of een andere joed |
| י                                                                                       | Joed               | /j/ | j | is /y/ naast een klinker, en anders /i:/ |
| ײ                                                                                       | Tswei joetten      | /e:j/ | ej | |
| ו                                                                                       | Wof                | /u:/ | oe | |
| װ                                                                                       | Tswei woffen       | /v/ | v | |
| ױ                                                                                       | Wof joed           | /oj/ | oj | |
| Ter voorkoming van verwarring van de laatste zes tekens gelden de volgende drie regels: |                    | | | |
| וּ                                                                                       | Meloepm wof        | In wof wof wordt een dagesj als scheidingsteken aan de eerste wof toegevoegd om onderscheid te maken tussen וּו voor /uu/ en װ voor /w/ | In wof wof wordt een dagesj als scheidingsteken aan de eerste wof toegevoegd om onderscheid te maken tussen וּו voor /uu/ en װ voor /w/ | In wof wof wordt een dagesj als scheidingsteken aan de eerste wof toegevoegd om onderscheid te maken tussen וּו voor /uu/ en װ voor /w/ |
| וּ                                                                                       | Meloepm wof        | In wof joed wordt een dagesj als scheidingsteken aan de wof toegevoegd om onderscheid te maken tussen וּי voor /oej/ en ױ voor /oj/ | | |
| יִ                                                                                       | Chirik joed        | mag niet naast een klinker vereenvoudigd worden tot joed י om het onderscheid te bewaren tussen bijvoorbeeld ײ voor /ey/ en ייִ voor /yi:/ | mag niet naast een klinker vereenvoudigd worden tot joed י om het onderscheid te bewaren tussen bijvoorbeeld ײ voor /ey/ en ייִ voor /yi:/ | mag niet naast een klinker vereenvoudigd worden tot joed י om het onderscheid te bewaren tussen bijvoorbeeld ײ voor /ey/ en ייִ voor /yi:/ |
| א                                                                                       | Sjtoemer alef      | is medeklinker en wordt niet uitgesproken; als een woord met een klinker moet beginnen, dan wordt het voorafgegaan door de sjtoemer alef (zoals met de oude nikud-klinkers, moeten ook Jiddische klinkers gedragen worden door een medeklinker) | is medeklinker en wordt niet uitgesproken; als een woord met een klinker moet beginnen, dan wordt het voorafgegaan door de sjtoemer alef (zoals met de oude nikud-klinkers, moeten ook Jiddische klinkers gedragen worden door een medeklinker) | is medeklinker en wordt niet uitgesproken; als een woord met een klinker moet beginnen, dan wordt het voorafgegaan door de sjtoemer alef (zoals met de oude nikud-klinkers, moeten ook Jiddische klinkers gedragen worden door een medeklinker) |

Vaak mag men, als men wil, de letters vereenvoudigen, al lijkt dat op het eerste gezicht tegen de regels. De chirik joed in het woord "jidisj" (ייִדיש) mag als joed (יידיש) worden geschreven, omdat hier toch geen misverstand kan ontstaan over de beginletters ייִ en de ײ voor /ey/. Voor "iedisj" had het woord moeten beginnen met een alef (איידיש). Verder wordt /uv/ dus als וּװ geschreven en uit gewoonte schrijft men ook װוּ voor /woe/, zelfs als er geen wof meer volgt.

## Unicode
Het Hebreeuwse alfabet staat in Unicode in het blok van U+0590 tot en met U+05FF, en het blok van U+FB1D tot en met U+FB40. Het bevat letters, ligaturen, zowel losse als met letters gecombineerde diakritische tekens (nikud en teamim) en interpunctie.
|        | ...0 | ...1 | ...2 | ...3 | ...4 | ...5 | ...6 | ...7 | ...8 | ...9 | ...A | ...B | ...C | ...D | ...E | ...F |  |
| ------ | ---- | ---- | ---- | ---- | ---- | ---- | ---- | ---- | ---- | ---- | ---- | ---- | ---- | ---- | ---- | ---- |  |
| &#x059 |      | ֑     | ֒     | ֓     | ֔     | ֕     | ֖     | ֗     | ֘     | ֙     | ֚     | ֛     | ֜     | ֝     | ֞     | ֟     |  |
| &#x05A | ֠     | ֡     | ֢     | ֣     | ֤     | ֥     | ֦     | ֧     | ֨     | ֩     | ֪     | ֫     | ֬     | ֭     | ֮     | ֯     |  |
| &#x05B | ְ     | ֱ     | ֲ     | ֳ     | ִ     | ֵ     | ֶ     | ַ     | ָ     | ֹ     | ֺ     | ֻ     | ּ     | ֽ     | ־    | ֿ     |  |
| &#x05C | ׀    | ׁ     | ׂ     | ׃    | ׄ     | ׅ     | ׆    | ׇ     |      |      |      |      |      |      |      |      |  |
| &#x05D | א    | ב    | ג    | ד    | ה    | ו    | ז    | ח    | ט    | י    | ך    | כ    | ל    | ם    | מ    | ן    |  |
| &#x05E | נ    | ס    | ע    | ף    | פ    | ץ    | צ    | ק    | ר    | ש    | ת    |      |      |      |      |      |  |
| &#x05F | װ    | ױ    | ײ    | ׳    | ״    |      |      |      |      |      |      |      |      |      |      |      |  |
|        |      |      |      |      |      |      |      |      |      |      |      |      |      |      |      |      |  |
| &#xFB1 |      |      |      |      |      |      |      |      |      |      |      |      |      | יִ    | ﬞ     | ײַ    |  |
| &#xFB2 | ﬠ    | ﬡ    | ﬢ    | ﬣ    | ﬤ    | ﬥ    | ﬦ    | ﬧ    | ﬨ    | ﬩    | שׁ    | שׂ    | שּׁ    | שּׂ    | אַ    | אָ    |  |
| &#xFB3 | אּ    | בּ    | גּ    | דּ    | הּ    | וּ    | זּ    |      | טּ    | יּ    | ךּ    | כּ    | לּ    |      | מּ    |      |  |
| &#xFB4 | נּ    | סּ    |      | ףּ    | פּ    |      | צּ    | קּ    | רּ    | שּ    | תּ    | וֹ    | בֿ    | כֿ    | פֿ    | ﭏ    |  |